# Famille Bulgari
La famille Bulgari est une famille aristocratique de Corfou, dont l'ancêtre est le Stamat bulgare. Stamat s'est installé sur l'île en 1462.

## Historique
(août 2024).
L'île de Corfou est une possession de la république de Venise depuis 1386 et n'est jamais devenue une possession de l'Empire ottoman, même si pendant un demi-millénaire sur la rive opposée se trouvait l'Albanie ottomane.

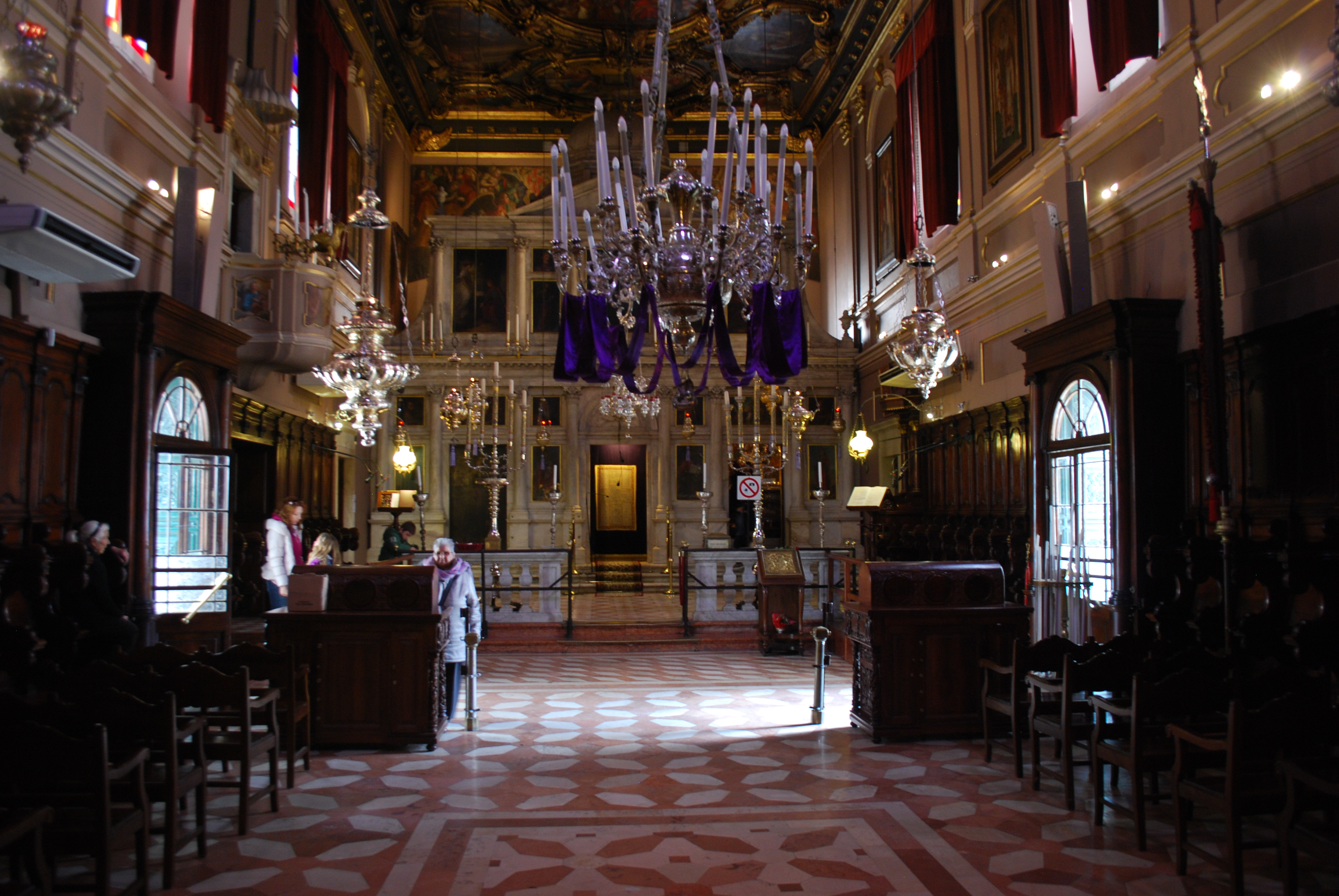
L'église de St. Spiridon.

La famille est la gardienne des reliques de saint Spyridon et en un sens un garant spirituel de l'indépendance de Corfou.
Les reliques du saint sont conservées par la famille de 1521 à 1925, et la famille est la fondatrice du temple local du saint, qui a été restauré plusieurs fois avec des fonds familiaux. Après qu'Eugène Voulgaris soit devenu un confident de Catherine la Grande, le temple a été restauré avec des fonds de l'impératrice de Russie.
Les membres de la famille sont mariés et apparentés à des familles locales et vénitiennes. Le membre le plus célèbre de la famille est Eugène Voulgaris, et en France un autre membre de la famille est populaire — Stamátis Voúlgaris.
Les membres de la famille nient toute parenté avec d'autres personnes portant le même nom de famille que le fondateur de la marque de mode « Bulgari » et Dimítrios Voúlgaris est resté dans la politique grecque moderne avec le surnom « Artaxerxès ».